# Shenzhen
Shenzhen (深圳; pinyin: Shēnzhèn; kantonesisk: Sam Zan eller Cim-un) er en kinesisk storby i provinsen Guangdong ved Kinas kyst til det Sydkinesiske Hav. Byen ligger tæt op til Hongkong.
Shenzhen har 17.681.600(2022) indbyggere, mens storbyområdet, indenfor administrationsenheden som er en subprovinsiel by, har 12.775.000 (2016)  indbyggere, det vil sige flere end Hongkong. Byen udgør en af Folkerepublikken Kinas specielle økonomiske zoner.
Byen er kendt for at være stedet det meste af verdens elektronik kommer fra

## Historie
Der har boet mennesker i området i 6000 år. Shenzhens historie kan grupperes i fire perioder.
- Baiyue-stammerne (forhistorisk tid til 1573): Under Xia- og Shang-dynastiene var Shenzhen et tilholdssted for baiyue-stammerne, som var søfarende folk. De som boede her blev kaldt nanyue, en sydlig gruppe af hiyue-folket. De ernærede sig for det meste ved fiskeri.

- Selvstændigt amt (1573–1841): I 1573 blev der organiseret et amt ved navn Xinan i det område som i dag er Shenzhen og Hongkong. Dette var en del af militærområdet Dongguan. Amtshovedstaden var i Nantou. Salt, te, krydder og ris blev bærende for amtets økonomi.

- Territoriale koncessioner til Storbritannien (1842 – 1898): Nanjingtraktaten som blev påtvunget kineserne af briterne, blev undertegnet den 24. juli 1842. Den legitimerede den britiske overtagelse af Hongkongøen sydligst i i Xinanamtet. I 1860 blev også Kowloon-halvøen afstået til Storbritannien (Pekingkonvensionen), og den 21. april 1898 blev Qing-dynastiet tvunget til at udleje det såkaldte New Territories til Storbritannien for en periode på 99 år. Dette område kostede Xinan yderligere 1.055,61 km² av dets 3 076 km².

I 1913 fik Xinanamtet det nye navn Bao'an amt, for at hindre forveksling med amtet Xin'an i provinsen Henan.
- Grundlæggelse af Shenzhen (1979). I marts 1979 blev Bao'an amt omgjort til byen Shenzhen. I 1980 blev byen udlagt til "speciel økonomisk zone".

## Administrativ inddeling
Shenzhen er en speciel økonomisk zone, hvor alle distrikter i byen indgår.
|    | Distrikt  | kinesisk | farve      | Indbyggertal (2010 anslået) | Shenzhens distrikter |
| -- | --------- | -------- | ---------- | --------------------------- | -------------------- |
| 1  | Luohu     | 罗湖     | violet     | 923.421                     |                      |
| 2  | Futian    | 福田     | mørkrød    | 1.317.511                   |                      |
| 3  | Nanshan   | 南山     | grøn       | 1.088.345                   |                      |
| 4  | Yantian   | 盐田     | blå        | 209.360                     |                      |
| 5  | Bao'an    | 宝安     | lyseblå    | 2.638.917                   |                      |
| 6  | Longgang  | 龙岗     | mørkorange | 1.672.720                   |                      |
| 7  | Dapeng    | 大鹏新区 | brun       | 180.000                     |                      |
| 8  | Guangming | 光明新区 | turkisblå  | 481.420                     |                      |
| 9  | Longhua   | 龙华新区 | okkergul   | 1.379.000                   |                      |
| 10 | Pingshan  | 坪山新区 | rosa       | 309.211                     |                      |

## Klima
| Vejr for Shenzhen                 | Vejr for Shenzhen | Vejr for Shenzhen | Vejr for Shenzhen | Vejr for Shenzhen | Vejr for Shenzhen | Vejr for Shenzhen | Vejr for Shenzhen | Vejr for Shenzhen | Vejr for Shenzhen | Vejr for Shenzhen | Vejr for Shenzhen | Vejr for Shenzhen | Vejr for Shenzhen |
|                                   | Jan               | Feb               | Mar               | Apr               | Maj               | Jun               | Jul               | Aug               | Sep               | Okt               | Nov               | Dec               | År                |
| --------------------------------- | ----------------- | ----------------- | ----------------- | ----------------- | ----------------- | ----------------- | ----------------- | ----------------- | ----------------- | ----------------- | ----------------- | ----------------- | ----------------- |
| Gennemsnitlig maks °C             | 19,8              | 20,2              | 22,7              | 26,3              | 29,5              | 31,1              | 32,3              | 32,3              | 31,3              | 29,2              | 25,4              | 21,5              | 26,8              |
| Gennemsnitlig min °C              | 12,5              | 13,8              | 16,5              | 20,3              | 23,6              | 25,6              | 26,3              | 26,1              | 25                | 22,5              | 18,2              | 13,8              | 20,4              |
| Gennemsnitlig nedbør mm           | 26                | 48                | 70                | 154               | 237               | 347               | 320               | 354               | 254               | 63                | 35                | 27                | 1.935             |
| Kilde (27. februar 2019): TurVejr |                   |                   |                   |                   |                   |                   |                   |                   |                   |                   |                   |                   |                   |

## Trafik

### Jernbane
Den vigtige jernbanelinje Jingjiubanen går via Shenzhens jernbanestation på sin rute fra Beijing Vestbanegård til Kowloon i Hongkong. På vejen går linjen blandt andet igennem Hengshui, Heze, Shangqiu, Xinzhou (ved Wuhan), Jiujiang, Nanchang, Heyuan og Huizhou.

### Vej
Kinas rigsvej 107 ender i Shenzhen. Den har udgangspunkt i Beijing, og går gennem provinshovedstæderne Shijiazhuang, Zhengzhou, Wuhan, Changsha og Guangzhou.
Kinas rigsvej 205 ender i Shenzhen. Den har udgangspunkt i Shanhaiguan i Hebei og går gennem Tangshan, Tianjin, Zibo, Huai'an, Nanjing, Wuhu, Sanming, Heyuan og Huizhou.

## Myndigheder
Den lokale leder i Kinas kommunistiske parti er Wang Weizhong. Borgmester er Chen Rugui, pr. 2021.